# Rudolph von Vivenot (Vater)

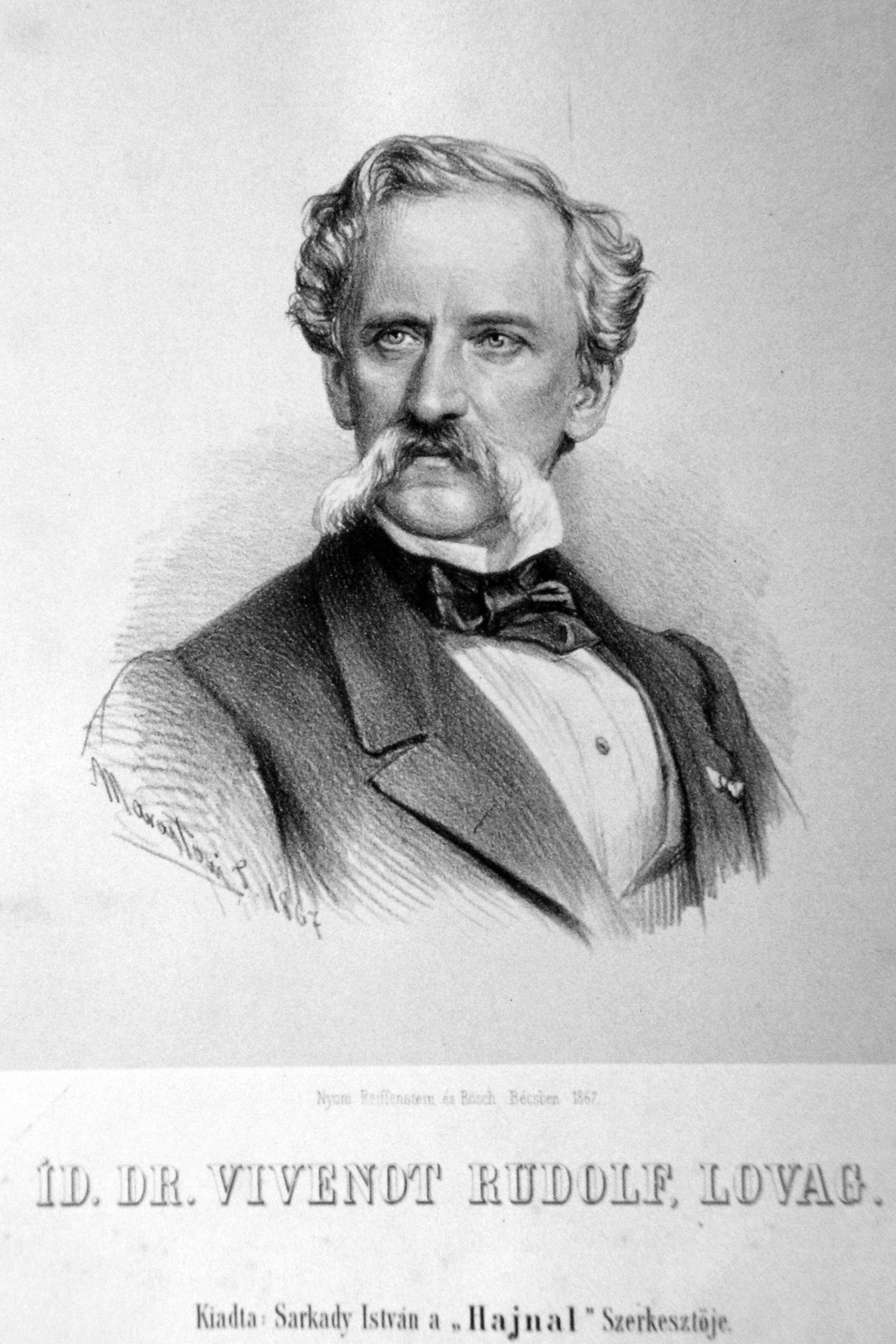
Rudolf von Vivenot. Lithografie von Giacomo Marastoni, 1867

Rudolph Philipp Franz Vivenot, ab 1832 Edler von Vivenot, ab 1867 Ritter von Vivenot (* 3. Juli 1807 in Wien; † 30. Juni 1884 auf Gut Berghof bei Lilienfeld) war ein österreichischer Arzt und Chirurg.

## Leben

### Familie
Vivenot entstammte einer französischen Familie, die im 18. Jahrhundert nach Österreich kam. Sein Vater, der in Wien praktizierende Arzt Dominik de Vivenot, Mitglied der medizinischen Fakultät der Universität Wien, wurde mit seiner Familie am 6. Mai 1832 mit Diplom vom 22. April 1833 als Edler von Vivenot in den österreichischen Adelsstand erhoben und erhielt 1836 auch das ungarische Indigenat. Seine Mutter war Franziska Edle von Vogel (1788–1855).
Vivenot heiratete in erster Ehe am 16. Mai 1832 in Wien Josefine Freiin Metzger von Metzburg (* 27. November 1810 in Lemberg; † 16. Juli 1838 in Mauer), die Tochter des k.k. Vizepräsidenten des Generalrechnungsdirektoriums Johann Freiherr Metzger von Metzburg und der Antonie Wadawska. Aus dieser Ehe sind die Söhne Rudolph, später Professor der Klimatologie an der Universität Wien, und der k.k. Legationsrat Alfred von Vivenot bekannt. Drei Jahre nach dem Tod seiner ersten Ehefrau heiratete Vivenot in zweiter Ehe am 22. Dezember 1841 in Forst (Böhmen) Antonie Berger von Bergenthal (* 1820 in Forst; 14. Dezember 1846 in Wien). Mehr als drei Jahre nach deren Tod heiratete er am 6. Februar 1850 in dritter Ehe die Opernsängerin Mathilde Swatosch (1825–1892). Aus dieser Ehe stammte der spätere k.u.k. Feldmarschallleutnant Oscar von Vivenot (1859–1932).

### Beruflicher Werdegang
Vivenot studierte Medizin an der Universität Wien und wurde 1830 mit seiner Arbeit Dissertatio Inauguralis Anatomica De Vasis Hepatis (Verlag C. Gerold, Wien 1830) promoviert. Er wurde „einer der gesuchtesten und beliebtesten Arzte Wiens“.  Im Jahr 1848 gründete er gemeinsam mit Julius von Zerboni de Sposetti den Konstitutionell-monarchistischen Verein, aus dem eine patriotische österreichische Partei hervorgehen sollte. Als daraus nichts wurde, zog sich Vivenot aus dem politischen Geschehen zurück.
Vivenot war k.k. Regierungsrat und Hofrat, sowie Gründungsmitglied der Gesellschaft der Ärzte in Wien. Am 25. März 1867 wurde er mit Verleihung des Eisernen Kronenordens III. Klasse zugleich in den österreichischen Ritterstand erhoben.
Privat tat er sich auch als Komponist – er hatte beim Komponisten Carl Czerny studiert – und Schriftsteller hervor.
Nach seinem Tod auf Schloss Berghof in Lilienfeld in Niederösterreich – das Gut hatte er 1854 gekauft –, wurde er auf dem Weidlinger Friedhof bestattet.

## Bedeutung
Vivenots bleibendes Verdienst liegt in der Gründung des Sophienspitals in Wien. Im Jahr 1872 stellte er sich an die Spitze eines Komitees, dessen Aufgabe die Erfüllung des Vermächtnisses des 1856 verstorbenen Eduard Graf Kenyon war, mit dessen nachgelassenem Vermögen ein Spital zu gründen. Außerdem war Vivenot Direktor des Unterstützungsvereins für Witwen und Waisen des medizinischen Doktor-Collegiums. Im Jahr 1894 wurde die Esbachgasse in Wien-Meidling nach ihm in Vivenotgasse umbenannt.

## Werke
- Autographensammlung Vivenot, begründet von Rudolf Ritter von Vivenot (1807–1884), mit den Originalmanuskripten der Festschrift zum zehnjährigen Regierungsjubiläum Kaiser Franz Josefs, Band 1 von Varia, Antiquariat Inlibris, Wien 2004.
- Dissertatio Inauguralis Anatomica De Vasis Hepatis, Verlag C. Gerold, Wien 1830 (MDZ Reader).
- Andeutungen über Gastein und dessen Anstalten zu Wildbad und Hofgastein für Ärzte und Curgäste, Wien 1839 (MDZ Reader).
- Der Schwefel. Ein von amerikanischen Aerzten angewandtes neues Heilmittel gegen die Cholera. Wien 1850 (Österreichischer Bibliotheksverbund).
- Komposition In der Nacht, Text Adolf Ritter von Tschabuschnigg.